# Edilene Matos
Edilene Dias Matos é uma professora, e escritora brasileira,  imortal ocupante da Academia de Letras da Bahia, Cadeira 13,  doutora em comunicação e semiótica pela Pontifícia Universidade Católica de São Paulo.

## Biografia
Foi diretora do departamento de Literatura da Fundação Cultural do Estado da Bahia.
É professora da Universidade Federal da Bahia e coordenadora do Programa Multidisciplinar de Pós-Graduação em Cultura e Sociedade.
Atua na área de cultura e arte com ênfase em cultura brasileira, contextualização da produção científica, tecnológica e artístico-cultural, imaginário, poéticas orais, diálogo, oralidade, popular, voz, cordel, crítica, ficção e intertextualidade.
Em 30 de março de 2017, tomou posse como imortal da Cadeira 13 da Academia de Letras da Bahia.
Presidiu a Revista da Academia no biênio 2019-2021